# Exophiala dermatitidis
Exophiala dermatitidis (synoniem: Wangiella dermatitidis) is een thermofiele zwarte gist, die behoort tot de orde Chaetothyriales van de ascomyceten. De schimmel komt in de natuur in lage concentraties in tropische gebieden voor. Bepaalde fysio's komen echter veel meer voor in saunas, stoombaden en afwasmachines.
 Ze vormen bruine of zwarte kolonies.
Exophiala dermatitidis veroorzaakt bij mensen zelden infecties. Toch zijn er gevallen van infectie bekend. In Oost-Azië heeft de schimmel een dodelijke herseninfectie bij jonge mensen veroorzaakt. Ook kan de schimmel de huid en het onderhuids weefsel infecteren (phaeohyphomycose) en komt de schimmel in Europa voor in de longen van mensen met de taaislijmziekte.
 In 2002 ontstond er een uitbraak van E. dermatitidis bij vrouwen die injecties met een verontreinigde steroïde kregen in ziekenhuizen in North Carolina.

## Beschrijving
Exophiala dermatitidis vormt langzaam groeiende, bruine of zwarte kolonies. E. dermatitidis komt in de anamorfe vorm voor met vele conidiënvormen. Deze morfologische verscheidenheid (plasticiteit) bemoeilijkt de determinatie van de schimmel. Jonge kolonies zijn wasachtig, slijmerig, glad, en gistvormig. Later ontwikkelen zich gekleurde, in de lucht stekende hyfen, terwijl oude kolonies er draadvormig en fluweelachtig uitzien.
Conidia hebben een ronde tot elliptische vorm en worden gevormd op korte annellidische conidiogene cellen. De annellitische littekens zijn alleen te zien onder een rasterelektronenmicroscoop.
Geïnfecteerd weefsel bevat een mengsel van eivormige, gistachtige cellen, korte, al of niet vertakte gesepteerde hyfen, afgeknotte hyfen en aan de top verlengde sclerotische (met dwarswanden en in de lengte lopende wanden) cellen, zoals die voorkomen bij chromoblastomycose. De murivormige (met dwarswanden en in de lengte lopende wanden) cellen van E. dermatitidis hebben een dunnere wand dan de cellen bij chromoblastomycose.
Ideale groeiomstandigheden voor E. dermatitidis zijn temperaturen tussen 40 en 42 °C. E. dermatitidis kan bij 47 °C nog overleven. Metabolische activiteit treedt sterk op in Turkse stoombaden, waarbij de temperatuur vaak boven de 60 °C uitkomt. In hete, droge sauna's of de koele ruimten eromheen komt de schimmel echter niet voor. Verondersteld wordt dat extracellulaire polysachariden de schimmel beschermen tegen stress en hete, vochtige omgevingen. Exophiala dermatitidis heeft in de celwanden carotenoïde pigmenten, die een rol spelen bij de bescherming van het DNA tegen UV-straling.
Thermofiele, negatieve kaliumnitraatassimilatie, negatieve melezitose assimilatie en de mogelijkheid om tyrosine af te breken worden gebruikt bij de onderscheiding van E. dermatitidis van andere zwarte gisten. Een exoantigene test en DNA-analyse zijn ook bruikbaar bij de determinatie. De schimmel kan op media met cycloheximide selectief geïsoleerd worden bij een incubatietemperatuur van 40 °C.